# Капгрейв, Джон
Джон Ка́пгрейв, также Кэпгрев (англ. John Capgrave, лат. Johannes Capgravius; 21 апреля 1393 — 12 августа 1464) — английский хронист, агиограф и богослов, монах-августинец, один из летописцев Столетней войны, автор «Сокращения хроник» (англ. Abbreuiacion of Cronicles), или «Хроники Англии с сотворения мира до 1417 года» (англ. Chronicle of England from the Creation to A. D. 1417).

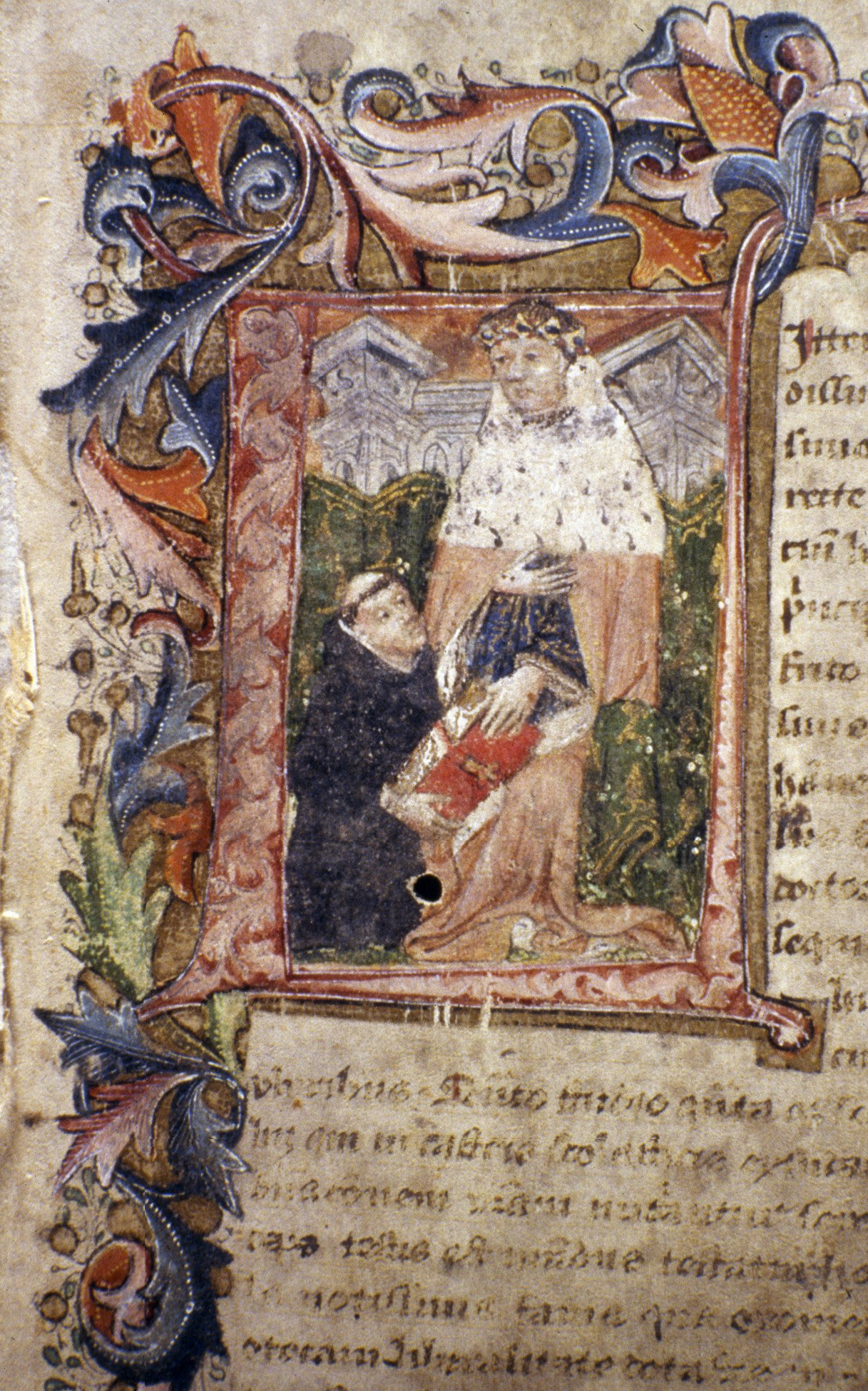
Джон Капгрейв представляет свой труд герцогу Хамфри Глостеру. Инициал из рукописи Commentary on Exodus (1440), Оксфорд, Бодлианская библиотека

## Биография

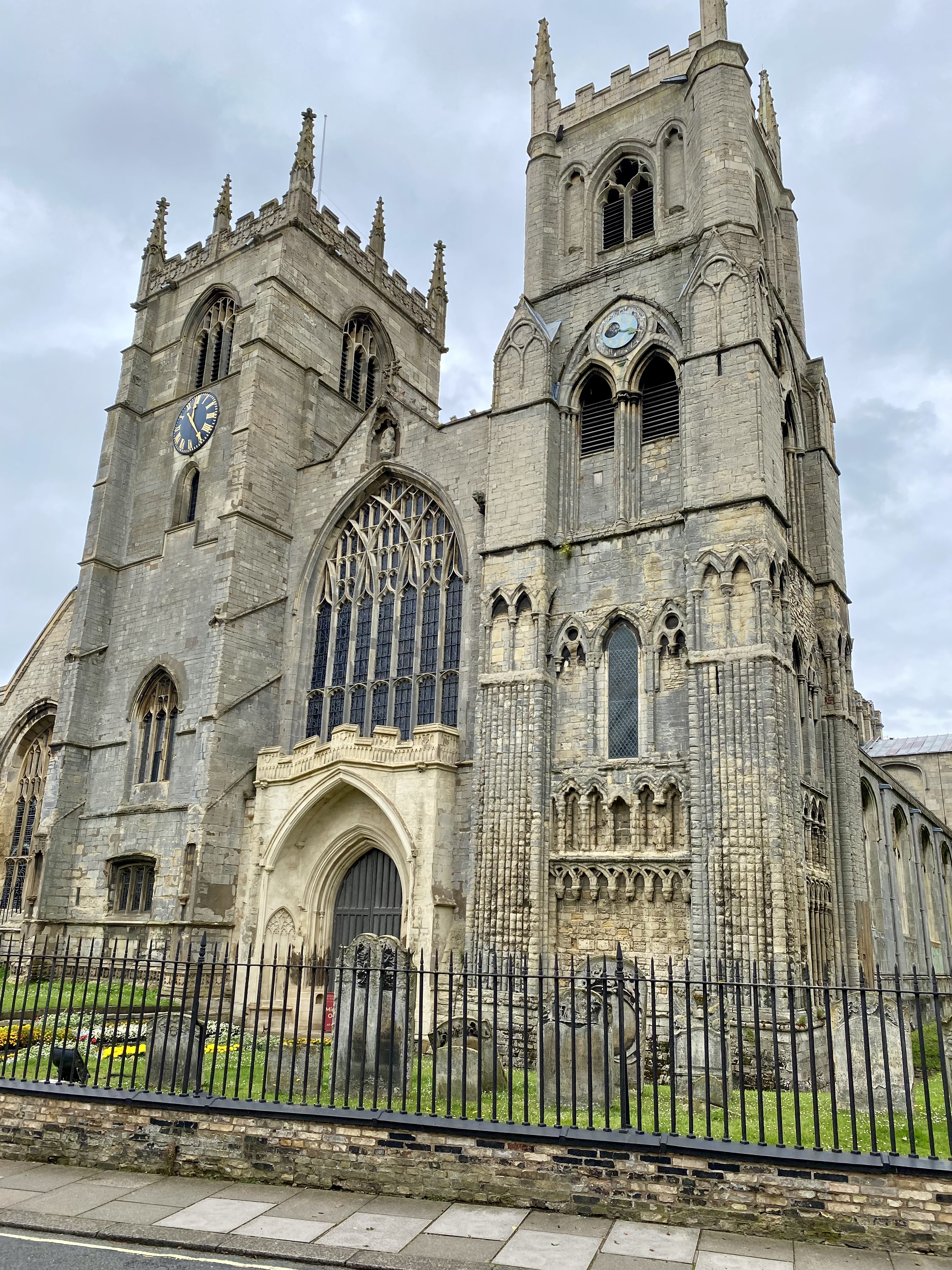
Соборная церковь Св. Маргариты в Кингс-Линне (Норфолк), XII—XV вв.

Родился 21 апреля 1393 года в г. Бишопс-Линне (совр. Кингс-Линн, графство Норфолк), где и провёл большую часть жизни. В прологе к своему стихотворному «Житию Св. Екатерины» он сообщает о себе: «Моя родина Норфолк, я из города Линна» (англ. My cuntre is Northfolk, of the toun of Lynne).
Происхождение его точно не установлено, однако вероятно, что он являлся племянником известного монаха-августинца и доктора теологии Оксфордского университета Капгрейва, упоминаемого в документах под 1390 годом.   
В течение пяти лет изучал теологию в орденской школе в Лондоне, а затем в одном из университетов, в Оксфордском или в Кембриджском. Около 1410 года вступил в орден регулярных каноников, в 1417 году принял сан священника. В 1425 году получил степень доктора богословия, после чего два года преподавал в университете, завоевав немалый авторитет среди членов своего ордена. В 1445 году стал настоятелем приората августинцев в Бишопс-Линне, и в следующем году принимал там короля Генриха VI, а в 1453—1457 годах был провинциалом своего ордена в Англии. 
В 1449—1450 годах участвовал в юбилейном паломничестве в Рим, о котором составил подробный отчёт, тщательно описав в нём все встреченные в пути достопримечательности и скопировав многие старинные надписи. Согласно датированному 1456 годом документу, опубликованному в 1818 году Уайтом Кеннетом во втором томе «Приходских древностей» (англ. Parochial Antiquities), в качестве провинциала признавал притязания на патронаж монастыря регулярных каноников, располагавшегося поблизости от Уодхэм-колледжа в Оксфорде.
Умер 12 августа 1464 года в Бишопс-Линне.

## Сочинения
Является автором примерно 45 трудов, в основном теологических, из числа которых сохранились 12. Пять из них написаны на латыни, другие 7 — на среднеанглийском языке. Многие из них посвятил своему покровителю известному меценату Хамфри Ланкастерскому, герцогу Глостеру, другие — Уильяму Грею, епископу Или. 
Наиболее ранним из датированных сочинений является «Житие Св. Норберта», написанное до 1422 года.
Между 1446 и 1447 годами составил по просьбе посетившего его в Бишопс-Линне короля Генриха VI компилятивное сочинение «Книга о знаменитых Генрихах» (лат. Liber de illustribus Henricis), включающее биографии шести императоров Германии, шести королей Англии и двенадцати других выдающихся деятелей, носивших это имя. Советский специалист по западноевропейской средневековой историографии О. Л. Вайнштейн считал это сочинение Кэпгрейва показателем деградации монашеской историографии, указывая на бессмысленность подобного принципа отбора материала и низкое качество его изложения.
Основное историческое сочинение Джона Капгрейва — «Сокращение хроник» (англ. Abbreuiacion of Cronicles), или «Хроника Англии с сотворения мира до 1417 года» (англ. Chronicle of England from the Creation to A. D. 1417) — написано на среднеанглийском языке между 1462 и 1463 годами. Оно делится на две части: первая, освещающая в основном события всемирной истории, доведена до 1216 года, начала правления короля Генриха III, вторая охватывает события в Англии 1217—1417 годов. Хроника осталась незавершённой, продолжить её до прихода к власти в 1461 году Эдуарда IV, возможно, помешала Капгрейву его смерть.
Источниками для первой части хроники Капгрейва послужили сочинения Иеронима Стридонского, Исидора Севильского, Бэды Достопочтенного, Гуго Сен-Викторского, Генриха Хантингдонского и анонимная хроника «Брут» (XIV в.), для второй — «Хроника пап и императоров» Мартина Опавского (1278), «Полихроникон» Ранульфа Хигдена (1347), анонимная «История жизни и правления Ричарда II», «Рифмованная книга о Генрихе V» Томаса Элмхема (1418), а также труды хрониста начала XV века из Сент-Олбанса Томаса Уолсингема.
Как историк Капгрейв некритичен по отношению к своим источникам и отнюдь не свободен от политических пристрастий. Так, если в ранних работах он приветствует приход к власти Генриха IV Ланкастера, то в «Хронике Англии» уже рассматривает его как узурпатора.
Перу его принадлежат также латинские комментарии к Библии, в частности, к нескольким книгам «Пятикнижия», к книгам Иисуса Навина, Судей и Руфи, к четырём книгам Царств, Псалмам, «Экклезиасту», книгам пророка Исайи и пророка Даниила, к двенадцати малым пророкам, к «Деяниям апостолов», каноническим посланиям и «Апока́липсису». Из других трудов его известны: «Собрание христианских доктрин» (лат. Manipulus Doctrinae Christianae), «Лекции по схоластике» (лат. Lecturae Scholasticae), «Житие Гильберта Семпрингхемского» (лат. Vita Sancti Gilberti Sempringhamiae), «Житие Хамфри герцога Глостерширского» (лат. Vita Humfredi Ducis Glocestriae), рифмованное «Житие Св. Екатерины» (лат. Life of St. Katharine), а также «О знаменитых мужах Ордена Августинцев» (лат. De illustribus vins Ordinis S. Augustini) и «Путеводитель по Римским древностям» (лат. Guide to the Antiquities of Rome). Одним из важнейших его трудов стал агиографический сборник «Новые легенды Англии» (лат. Nova legenda Angliae), в основу которого положен был «Санктилогий» монаха-бенедиктинца из Сент-Олбанса Джона из Тайнмута (1366). Став одним из первых полных собраний житий английских святых, он был впервые напечатан в 1516 году в Лондоне учеником Уильяма Кэкстона Уинкином де Вордом, заново выпустившим его в 1527 году, и затем переиздавался неоднократно.
«Хроника Англии», сохранившаяся в двух рукописях из библиотек самого Кембриджского университета (MS Gg.4.12) и его колледжа Корпус-Кристи (MS 167), и «Книга о знаменитых Генрихах» Капгрейва были опубликованы в 1858 году в академической серии Rolls Series под редакцией преподобного Чарльза Фрэнсиса Хингестона-Рэндольфа, но оба издания вызвали немало критических замечаний. В 1972 году хроника была переиздана репринтным способом в Нендельне (Лихтенштейн). Новейшая академическая публикация её выпущена в 1983 году в Оксфорде под редакцией филолога-медиевиста профессора древне- и среднеанглийского языков колледжа Вулфсона Кембриджского университета Питера Дж. Лукаса.

## Издания
- John Capgrave. The chronicle of England, ed. by Francis Charles Hingeston. — London: Longman, 1858. — xxix, 482 p. — (Rolls Series).
- John Capgrave. The Book of the illustribus Henries, ed. and transl. by Francis Charles Hingeston. — London: Longman, 1858. — xxiii, 286 p. — (Rolls Series).
- John Capgrave. The Life of St. Katharine of Alexandria, ed. by Carl Horstmann, with forewords by Frederick James Furnivall. — London: K. Paul, 1893. — xlvi, 463 p. — (Early English Text Society. Original series, 100).
- John Capgrave's Lives of St. Augustine and St. Gilbert of Sempringham, and a sermon edited by J. J. Munro. — London: K. Paul, Trench, Trübner and Co., 1910. — xxiii, 183 p. — (Early English Text Society. Original series, 140).
- John Capgrave. The chronicle of England, ed. by Francis Charles Hingeston. — Nendeln (Liechtenstein): Kraus reprint, 1972. — xxix, 482 p. — (Facsim. ed.).
- John Capgrave's Abbreuiacion of cronicles, ed. by Peter J. Lucas. — Oxford: Oxford University Press, 1983. — cvii, 410 p. — (Early English Text Society. Original series, 285).